# Stora Bällsjön
Stora Bällsjön är en sjö i Hylte kommun i Halland och ingår i Nissans huvudavrinningsområde.